# 真光寺 (松本市)
真光寺（しんこうじ）は、長野県松本市梓川上野にある曹洞宗の寺院。上野のお庚申様として知られる。山号は西牧山。

## 歴史
『信府統記』によると、高野山金剛頂院の末寺で鎌倉時代の建仁年間に創建、室町時代の天文15年に滋野讃岐守貞兼（滋野氏流西牧氏）により中興された。元禄10年（1697年）の書上によると、阿弥陀堂、六地蔵、仁王門、鐘堂、庚申堂、舞殿、観音堂、客殿などがあった。明治15年（1882年）に再興し、永平寺の末寺となった。

## 初庚申
かつては、初庚申の日に達磨を売る店舗が盛大に並んだ。今でも各地から参拝者が多く集まる。

## 文化財
重要文化財
- 木造阿弥陀如来及び両脇侍像

檜材の寄木造、漆箔。金箔は一部に残るのみ。鎌倉時代の作風を示し、中尊像内に1203年（建仁3年）の銘がある。両脇侍像のうち勢至菩薩像は中尊阿弥陀如来像とほぼ同時期の作と推定されるが、観音菩薩像は室町時代に作られたものと推定される。1937年（昭和12年）、重要文化財（当時の国宝）に指定された。

## 交通アクセス
アルピコ交通上高地線（通称・松本電鉄）波田駅から車で10分。